# 비너스 (1991년 영화)
《비너스》(영어: Meeting Venus)는 영국, 미국, 일본에서 제작된 서보 이슈트반 감독의 1991년 드라마 영화이다. 글렌 클로스 등이 출연하였고, 데이비드 퍼트넘 등이 제작에 참여하였다.

## 출연진
- 글렌 클로스
- 닐스 아레스트뤼프
- 마리안 라부다
- 마이테 나이르
- 빅토르 폴레티
- 제이 O. 샌더스
- 요하나 테르스테이허
- 마리아 드미데이루스
- 에티엔 시코
- 우드버로시 도로처
- 마샤 메릴
- 엘란드 요세프손
- 로베르토 포야크
- 프랑수아 들레브
- 반샤기 일디코
- 브리지트 시
- 디터 라저

## 기타 제작진
- 협력 제작: 우베르토 파솔리니
- 배역: 패치 폴럭
- 미술: 어틸러 코바치
- 의상: 카트린 르테리에